# Atxondo
Atxondo város Spanyolországban,  Bizkaia tartományban. Atxondo Abadiño, Elorrio és Aramaio községekkel határos. Lakosainak száma 1356 fő (2024).

## Népesség
A település lakosságának változását az alábbi diagram mutatja:
| Lakosok száma | 1445 | 1424 | 1447 | 1454 | 1415 | 1393 | 1370 | 1366 | 1372 | 1356 |
|               | 2001 | 2004 | 2007 | 2009 | 2012 | 2014 | 2017 | 2019 | 2022 | 2024 |